# Jr. Bake Off Itália: Mão Na Massa
Jr. Bake Off Itália: Mão Na Massa (em italiano: Junior Bake Off Italia) é um spin-off de Bake Off Italia - Dolci in forno, onde todos os concorrentes são crianças e adolescentes. E foi gravado em Villa Annoni, localizado em Cuggiono (MI). O programa é produzido pela Magnolia (empresa), e começou a ser exibido dia 27 de novembro de 2015 na Tempo Real, tendo sido apresentado por Benedetta Parodi nas duas primeiras edições. Na terceira edição é substituída por Katia Follesa. Os jurados atuais são Ernst Knam, Clelia d'Onofrio e Damiano Carrara (este último substitui Antonio Lamberto Martino).
No Brasil o programa é exibido dublado nas terças, quartas sábados (episódios inéditos) e domingos pelo Discovery Home & Health.

## Temporadas
| Temporada | Temporada | Episódios | Exibição original      | Exibição original      |
| Temporada | Temporada | Episódios | Estreia da temporada   | Final da temporada     |
| --------- | --------- | --------- | ---------------------- | ---------------------- |
|           | 1.ª       | 4         | 27 de novembro de 2015 | 18 de dezembro de 2015 |
|           | 2.ª       | 8         | 16 de dezembro de 2016 | 3 de fevereiro de 2017 |
|           | 3.ª       | 8         | 22 de dezembro de 2017 | por anunciar           |

## Participantes
| Edição                                            | Vencedor(a)  | 2.º Lugar    | 3.º Lugar             | Outros participantes em ordem de eliminação                            |
| ------------------------------------------------- | ------------ | ------------ | --------------------- | ---------------------------------------------------------------------- |
| Jr. Bake Off Itália: Mão Na Massa (1.ª temporada) | Roberta      | Isabella     | Não teve essa posição | Gianluca • Davide • Giulia • Filippo • Riccardo • Madeleine • Chiara • |
| Jr. Bake Off Itália: Mão Na Massa (2.ª temporada) | por anunciar | por anunciar | por anunciar          | por anunciar                                                           |

## Curiosidades
- A série pode ter que ser exibida no JuniorTv, pois o Junior no logotipo do programa parece idêntico ao logotipo do emissor.